# خوان ده لا فونته
خوان ده لا فونته (اسپانیایی: Juan de la Fuente‎؛ زادهٔ ۱۵ اوت ۱۹۷۶) قایقران قایق بادبانی اهل آرژانتین است.